# Pointe de l'Aiglière
La Pointe de l'Aiglière (3.307 m s.l.m.) è una montagna del Massiccio degli Écrins che si trova nel dipartimento francese delle Alte Alpi.